# Мухаммад VII (маї Борну)
Мухаммад VII Ерґхамма (*д/н —1751) — 33-й маї (володар) і султан Борну в 1736/1738—1751 роках. Востаннє відбулося піднесення держави.

## Життєпис
Походив з Другої династії Сейфуа. Син маї Хадж-Хамдана. Посів трон після смерті останнього, що сталося 1736 або 1738 року. Відновив активну зовнішню політику, успішно воював проти хауських міст-держав, особливо султаната Кано. Встановив над більшістю хауса зверхність Борну, окрім держав Кацина і Ґобір. Змусив Коророфу знову визнати владу маї.
Після цього розпочав великі будівельні проекти, наказавши звести численні розквішні палаци та резиденції. Значні витрати на це суттєво підірвали скарбницю держави, що відбилося на наступниках Мухаммада VII.
Помер 1751 року. Йому спадкував син Дунама VIII.